# 어등대로
어등대로(Eodeung-daero)는 광주광역시 광산구 지평동 지평교차로에서 송정동 영광통사거리를 잇는 도로이다.

## 주요 경유지
광주광역시
- 광산구 (삼도동 - 어룡동)

## 노선
전 구간 국도 제22호선에 속하므로 이에 대한 별도 표기는 생략한다.
| 이름           | 접속 노선                              | 소재지        | 소재지        | 소재지        | 비고          |
| 영광로와 직결  | 영광로와 직결                          | 영광로와 직결 | 영광로와 직결 | 영광로와 직결 | 영광로와 직결 |
| -------------- | -------------------------------------- | ------------- | ------------- | ------------- | ------------- |
| 지평교차로     | 국가지원지방도 제49호선 (빛가람장성로) | 광주광역시    | 광산구        | 삼도동        |               |
| 운평교         |                                        | 광주광역시    | 광산구        | 삼도동        |               |
| 송산대교       |                                        | 광주광역시    | 광산구        | 삼도동        |               |
|                | 어룡동                                 | 광주광역시    | 광산구        |               |               |
| 매일유업사거리 | 동곡로                                 | 광주광역시    | 광산구        |               |               |
| 소촌산단삼거리 | 소촌로                                 | 광주광역시    | 광산구        |               |               |
| 송정지하차도   |                                        | 광주광역시    | 광산구        |               |               |
| 영광통사거리   | 국도 제22호선 (상무대로) 내상로        | 광주광역시    | 광산구        |               |               |

## 주요 시설및 건물
- S-OIL 동화주유소 (어등대로 247/서봉동 257)
- 다이소 광주호남대점 (어등대로 455/선암동 354)
- HD현대오일뱅크 호대아름주유소 (어등대로 473/선암동 297)
- 타이어프로 선운점 (어등대로 485/운수동 294-1)
- GS25 광산경찰서점 (어등대로 537/운수동 47-4)
- 광주광산경찰서 (어등대로 551/운수동 60-6)
- SK에너지 전송주유소 (어등대로 583/운수동 25-7)
- 성원자동차공업사 (어등대로 591/운수동 23-90)
- S-OIL you주유소 (어등대로 667/소촌동 593-1)
- 현대자동차 광산지점 (어등대로 669/소촌동 592-4)